# Pisione
Pisione är ett släkte av ringmaskar som beskrevs av Grube 1857. Pisione ingår i familjen Pisionidae.

## Dottertaxa tillPisione, i alfabetisk ordning[1][2]
- Pisione africana
- Pisione alikunhi
- Pisione brevicirra
- Pisione bulbifera
- Pisione complexa
- Pisione corallicola
- Pisione crassa
- Pisione galapagoensis
- Pisione garciavaldecasasi
- Pisione gopalai
- Pisione guanche
- Pisione hainanensis
- Pisione hartmannschroederae
- Pisione hermansi
- Pisione koepkei
- Pisione laubieri
- Pisione levisetosa
- Pisione longipalpa
- Pisione longispinulata
- Pisione martinsi
- Pisione mista
- Pisione oerstedi
- Pisione oerstedii
- Pisione papillata
- Pisione papuensis
- Pisione parapari
- Pisione paucisetosa
- Pisione puzae
- Pisione reducta
- Pisione remota
- Pisione subulata
- Pisione tortuosa
- Pisione umbraculifera
- Pisione vestigialis
- Pisione wolfi